# Gyrostemon osmus
Gyrostemon osmus är en tvåhjärtbladig växtart som beskrevs av David A. Halford. Gyrostemon osmus ingår i släktet Gyrostemon och familjen Gyrostemonaceae. Inga underarter finns listade i Catalogue of Life.